# جوناثان روبرتس (كاتب)
جوناثان روبرتس (بالإنجليزية: Jonathan Roberts)‏ هو مؤلف وكاتب سيناريو ومنتج تلفزيوني أمريكي، ولد في 10 مايو 1956 في بوسطن في الولايات المتحدة.

## وصلات خارجية
- جوناثان روبرتس على موقع IMDb (الإنجليزية)
- جوناثان روبرتس على موقع ألو سيني (الفرنسية)
- جوناثان روبرتس على موقع أول موفي (الإنجليزية)
- جوناثان روبرتس على موقع قاعدة بيانات الأفلام السويدية (السويدية)
- جوناثان روبرتس على موقع قاعدة بيانات الفيلم (الإنجليزية)
- جوناثان روبرتس على موقع كينوبويسك (الروسية)